# 粗石江镇
粗石江镇，是中华人民共和国湖南省永州市江永县下辖的一个乡镇级行政单位。

## 行政区划
粗石江镇下辖以下地区：
上街社区、下街社区、古调村、小古漯村、仙姑塘村、清溪村、清溪源村、黄金山村、下禾洞村、粗石江村、槐木村、石螺营村、矮寨村、鸡咀营村、城下村、叠楼村、宋村、桂阳村、新合村、人字坝村、竹根塘村、道塘村、白土村和八十工村。